# Błąd pierwszego rodzaju
Błąd pierwszego rodzaju (błąd pierwszego typu, alfa-błąd, ang. false positive) − błąd polegający na odrzuceniu hipotezy zerowej, która w rzeczywistości nie jest fałszywa.
Oszacowanie prawdopodobieństwa popełnienia błędu pierwszego rodzaju oznacza się symbolem α (mała grecka litera alfa) i nazywa poziomem istotności testu.
Termin false positive jest często używany w odniesieniu do oprogramowania antywirusowego, które omyłkowo klasyfikuje „zdrowy” plik jako zainfekowany.